# Бургомистр Антверпена
Бургомистр Антверпена (нидерл. Burgemeester van Antwerpen) — высшее должностное лицо, возглавляющее администрацию бельгийского города Антверпен.
Должность появилась в начале XV века. Два человека из числа жителей города одновременно избирались на эту должность с согласия герцога Брабантского, во владения которого город входил в то время. Эта система двойного назначения просуществовала более 400 лет и была упразднена в 1794 году во время французской оккупации в ходе революционных войн, так же как и само герцогство Брабантское.
После этого руководство городской администрацией перешло к одному человеку, получившему должность президента города. Вскоре эта должность была переименована в мэра, затем снова в президента. В 1801 году городской глава вновь стал называться бургомистром, однако с тех пор по настоящее время эту должность занимает одновременно лишь один человек.
Самым молодым бургомистром Антверпена в истории стал в начале XIX века Ян Батист де Корнелиссен, назначенный на эту должность в возрасте 24 лет. Более всех других своих коллег исполнял обязанности бургомистра Лоде Крайбекс, пробывший в должности с 1947 по 1976 год. В благодарность за столь долгую службу городу, в его честь был назван туннель, проходящий под городским парком Нахтегаленпарк. В 1977 году, впервые за более чем пятисотлетнюю историю института антверпенских бургомистров, эту должность заняла женщина Матильда Шройен.
В настоящее время бургомистром Антверпена является лидер партии Новый фламандский альянс Барт Де Вевер, в 2013 году сменивший в должности представителя социалистической партии Фландрии Патрика Янссенса.